# Gulnara Fatkulina
Gulnara Fatkulina (ros. Гульнара Фаткулина, ur. 25 grudnia 1971) – rosyjska kolarka torowa i szosowa, brązowa medalistka torowych i szosowych mistrzostw świata.

## Kariera
Pierwszy sukces w karierze Gulnara Fatkulina osiągnęła w 1992 roku, kiedy wspólnie z Natalją Grininą, Aleksandrą Koliasewą i Nadieżdą Kibardiną zdobyła brązowy medal w drużynowej jeździe na czas na szosowych mistrzostwach świata w Benidorm. Cztery lata później, podczas torowych mistrzostw świata w Manchesterze zdobyła brązowy medal w wyścigu punktowym, ulegając jedynie swej rodaczce Swietłanie Samochwałowej i Jane Quigley z USA. Ponadto w 1993 roku była mistrzynią kraju w szosowym wyścigu ze startu wspólnego.